# Stupeň (úhel)
Úhlový stupeň (značka °) je jednotka pro měření velikosti úhlu. Jeden stupeň (1°) má velikost 1/360 plného oblouku, otočení o 360° znamená plnou otočku do původní polohy. Pro přesnější měření úhlů se kromě desetinných čísel častěji užívá dělením na úhlové minuty a vteřiny. Jeden stupeň má 60 minut a minuta se dále dělí na 60 vteřin, tedy stupeň má 3 600 vteřin:
1° = 60′ = 3600″
Úhlové stupně se používají mimo jiné ve sférických soustavách souřadnic, ke kterým patří zeměpisné souřadnice a různé systémy používané v astronomii.
Dělení oblouku na stupně a jeho menší jednotky má původ ve starověké Babylonii, kde se používala šedesátková soustava. Není však jasné, proč Babyloňané kruh rozdělili právě na 360 stupňů, tedy 6 × 60. Podle různých teorií byl důvod astronomický (číslo blízké počtu dní v roce), matematický (číslo umožňovalo dobrou práci se zlomky) nebo geometrický (rozdělení kruhu šestiúhelníkem).

## Oblouková míra
V matematice se vedle měření úhlu ve stupních používá také oblouková míra, která se určuje v radiánech (rad), kde π rad odpovídá 180°.
{\displaystyle 1^{\circ }={\frac {\pi }{180}}\approx 1{,}745\cdot 10^{-2}\,\mathrm {rad} }
{\displaystyle 1\,\mathrm {rad} ={\frac {180^{\circ }}{\pi }}\approx 57{,}296^{\circ }\approx 57^{\circ }17'45''}